# Rollbahn

Zwei sich kreuzende Start- und Landebahnen (dunkelgrau) mit angrenzenden Rollbahnen (blau)

Mit Rollbahn (auch Rollweg; englisch taxiway, vgl. taxiing ‚rollen‘; kurz TWY) werden in der Luftfahrt Verbindungswege zwischen Start- und Landebahnen (engl. runway) und dem Vorfeld eines Flugplatzes bezeichnet. Gemeinsam mit den Start- und Landebahnen bilden die Rollbahnen das Rollfeld (englisch manoeuvring area).

## Merkmale der Rollbahnen

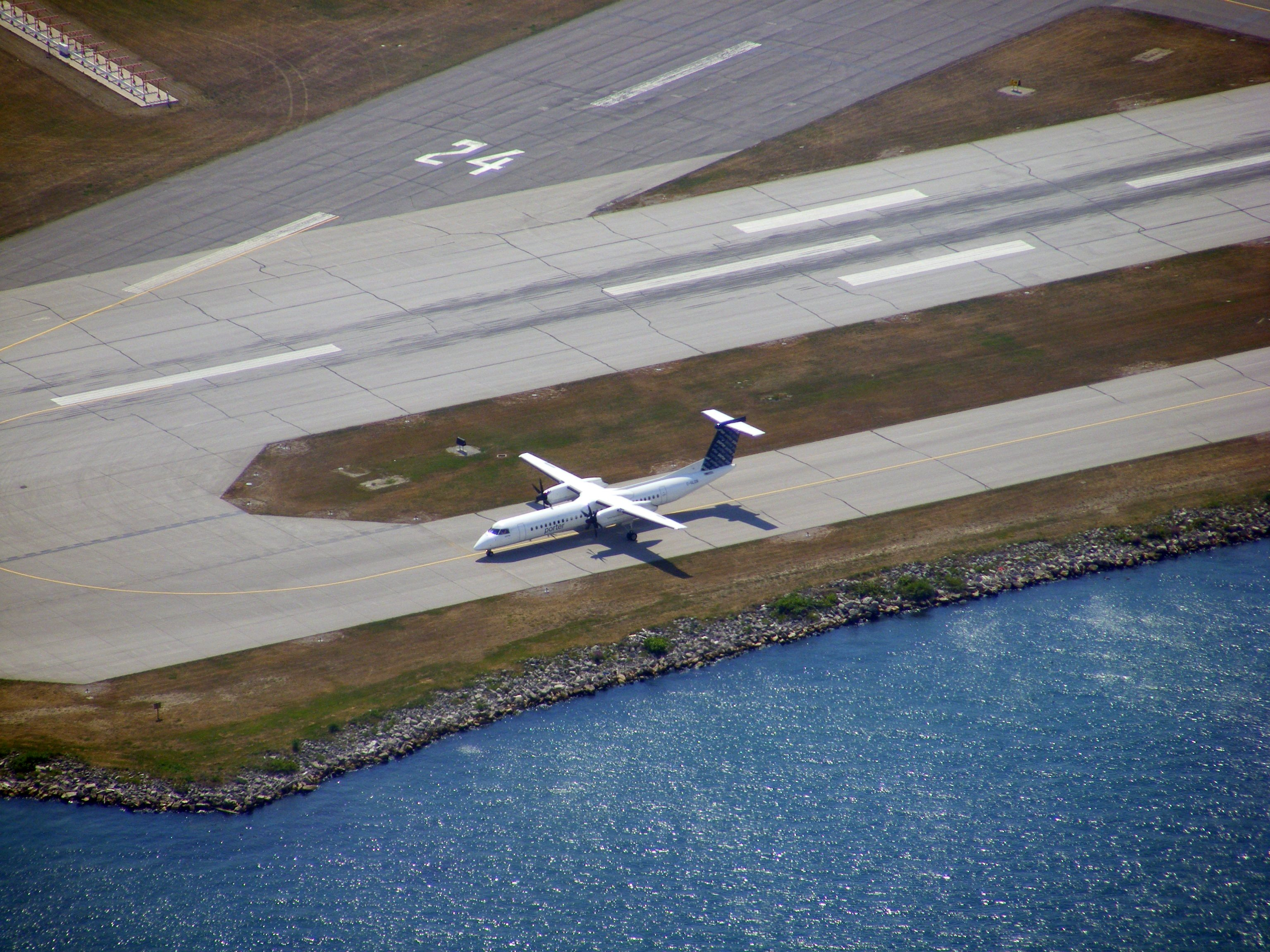
Eine De Havilland DHC-8 auf einem Rollweg

Befestigte Rollbahnen müssen durch gelbe Linien gekennzeichnet sein. Die Mitte von befestigten Rollbahnen wird durch eine durchgezogene gelbe Linie, die Ränder durch eine doppelte gelbe Linie markiert (siehe auch Markierungen von Rollwegen und Rollgassen).

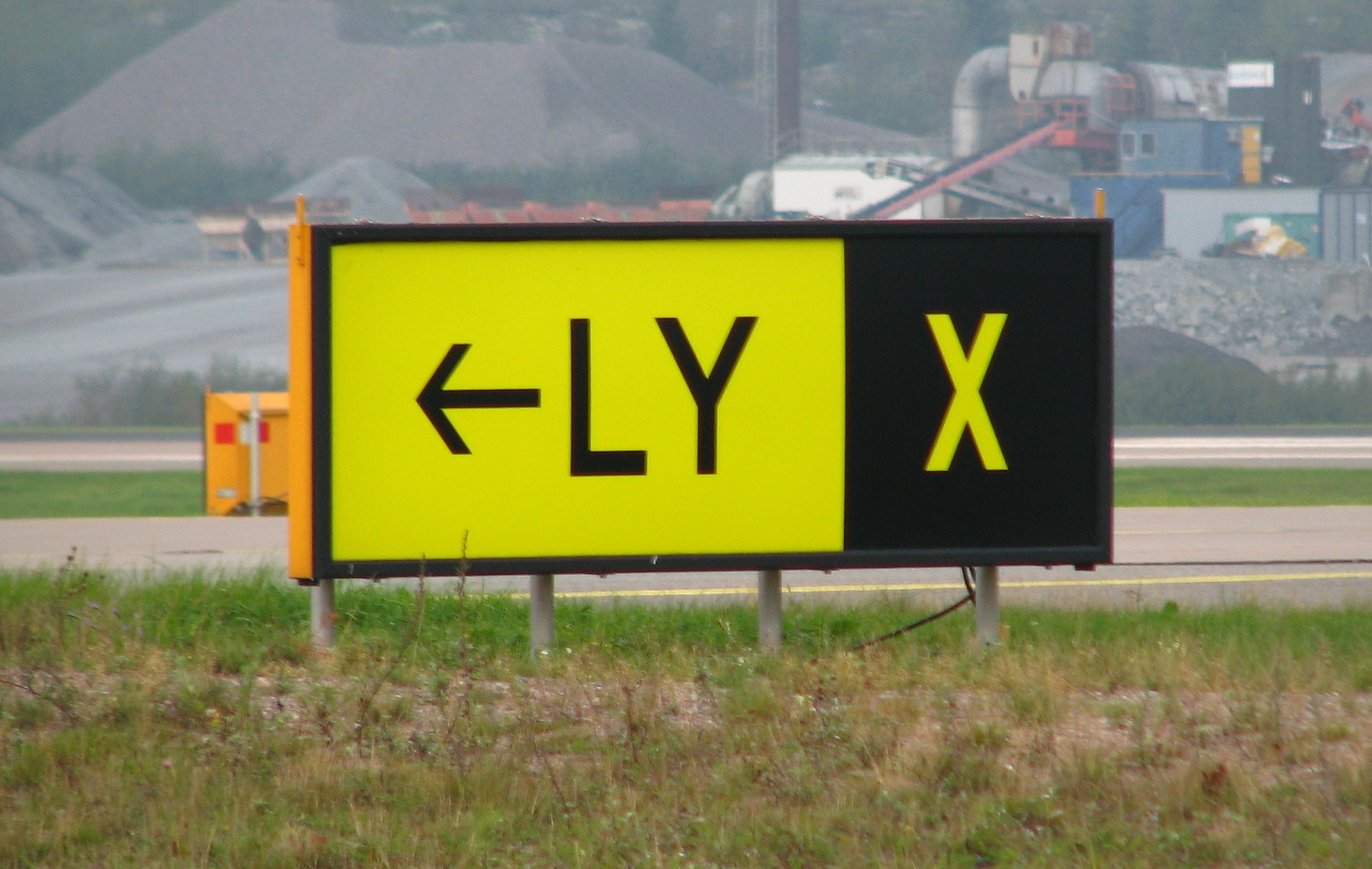
Taxiway-Zeichen

Die Rollbahnen tragen eine alphanumerische Identifikation. Meistens werden sie nur mit Buchstaben bezeichnet, manchmal – insbesondere auf großen Flugplätzen mit zahlreichen Rollbahnen – tragen Rollbahnen aber auch Buchstaben-Zahlen-Kombinationen. Die Beschilderung entlang der Rollbahnen besteht aus gelben Zeichen auf schwarzem Grund.
Bei einigen Flugplätzen sind die Rollbahnen auch durch große auf die Bahn gemalte Buchstaben beschriftet. Auf kleineren Flugplätzen fehlt häufig die Markierung der Rollbahnen ganz, oder es gibt gar keine festgelegten Rollbahnen, sondern nur eine große Wiese als Rollfeld.

## Unterscheidung zu Rollgassen
Im Vergleich zu Rollbahnen sind Rollgassen (engl. taxilanes) Wege, die nur der Zurollung zu einer Abstellposition dienen. Rollbahnen müssen zu anderen Objekten einen größeren Sicherheitsabstand haben als Rollgassen und haben daher einen größeren Platzbedarf. Wären die Wege zu Abstellpositionen ebenfalls als Rollbahnen klassifiziert, dann wäre der Platzbedarf größer und die Gesamtkapazität des Flugplatzes reduziert. Rollgassen finden auf einem Flugplatz nur auf dem Vorfeld Verwendung.

## Befeuerung

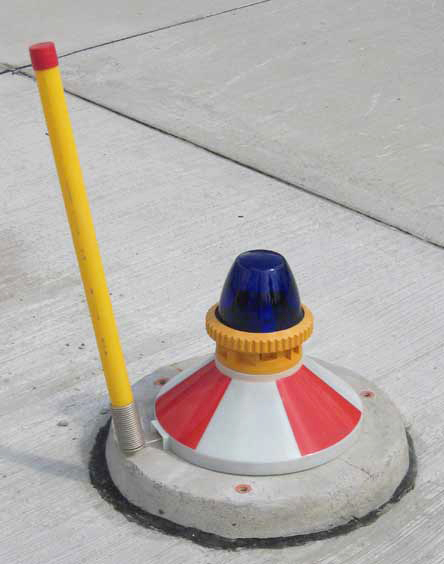
Blaue Rollbahn-Befeuerung

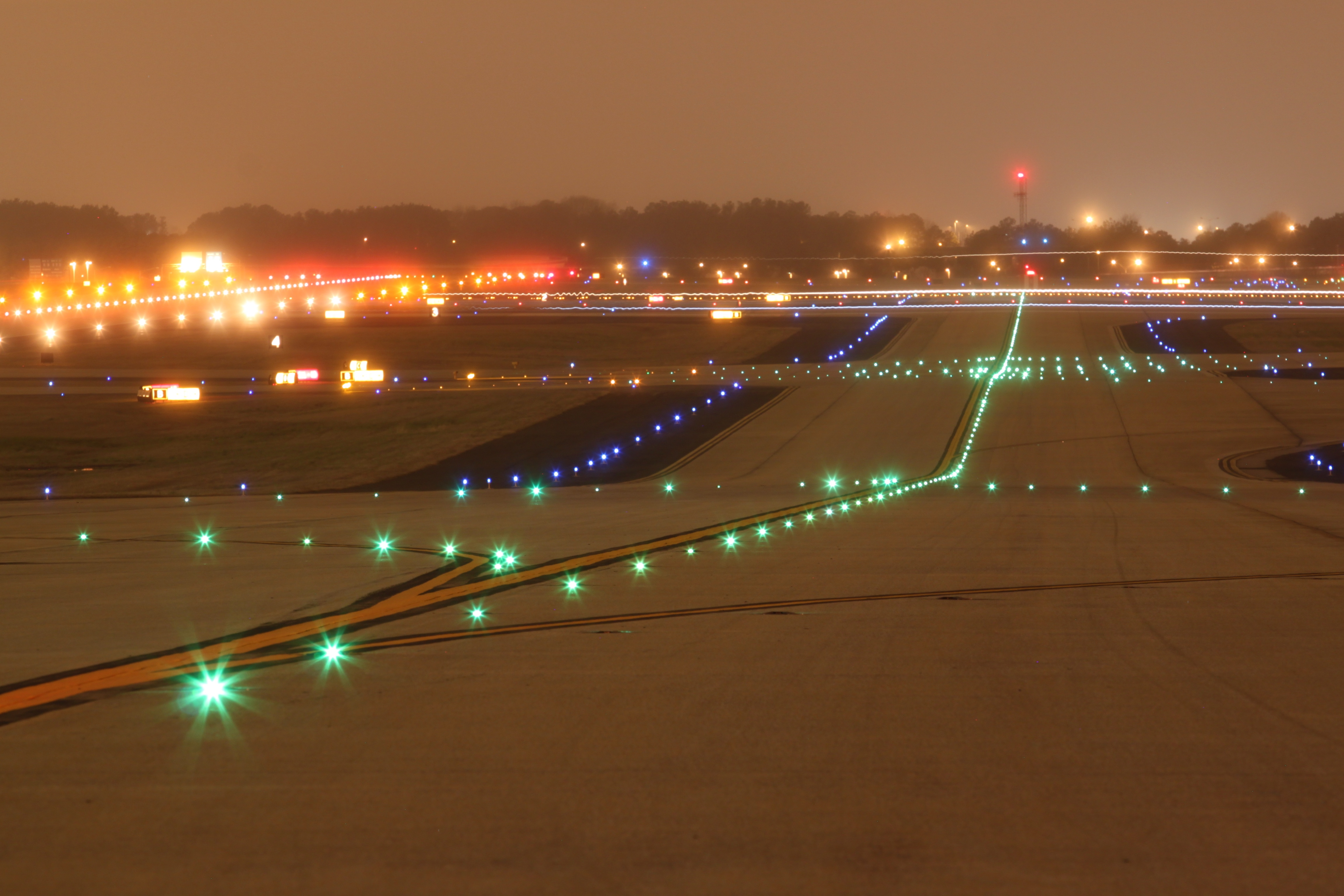
Grüne und blaue Rollbahn-Befeuerung

Bei Dunkelheit oder schlechter Sicht sind Rollbahnen im Gegensatz zu Start- und Landebahnen, die weiß beleuchtet sind, zur besseren Erkennbarkeit beiderseits mit blauen Lichtern gekennzeichnet. Auf den meisten größeren Flugplätzen lässt sich die Intensität der Runway- und Taxiway-Befeuerung auf Pilotenanforderung verändern.
Man unterscheidet:
- TWYL: Rollbahnbefeuerung (englisch taxiway lights)
- TXE: blaue Randfeuer (englisch taxiway edge)
- TXC: grüne Mittellinienfeuer (englisch taxiway centerline).

Rollbahnrandfeuer sind rundstrahlende Feuer in Ober- oder Unterflurbauweise. Rollbahnmittellinienfeuer hingegen sind gerichtete Feuer in Unterflurbauweise. Unterflurfeuer können von Luftfahrzeugen überrollt werden. Rollwege, die im Bereich der Schutzzonen des Gleitwegsenders oder Landekurssenders liegen, haben eine codierte Rollbahnmittellinienbefeuerung (grün/gelb). Grundsätzlich ist so zu rollen, dass das Bugrad des Flugzeuges genau auf dieser Mittellinie entlang rollt. Nur so ist die erforderliche Hindernisfreiheit gegeben.

## Sicherheitsmaßnahmen

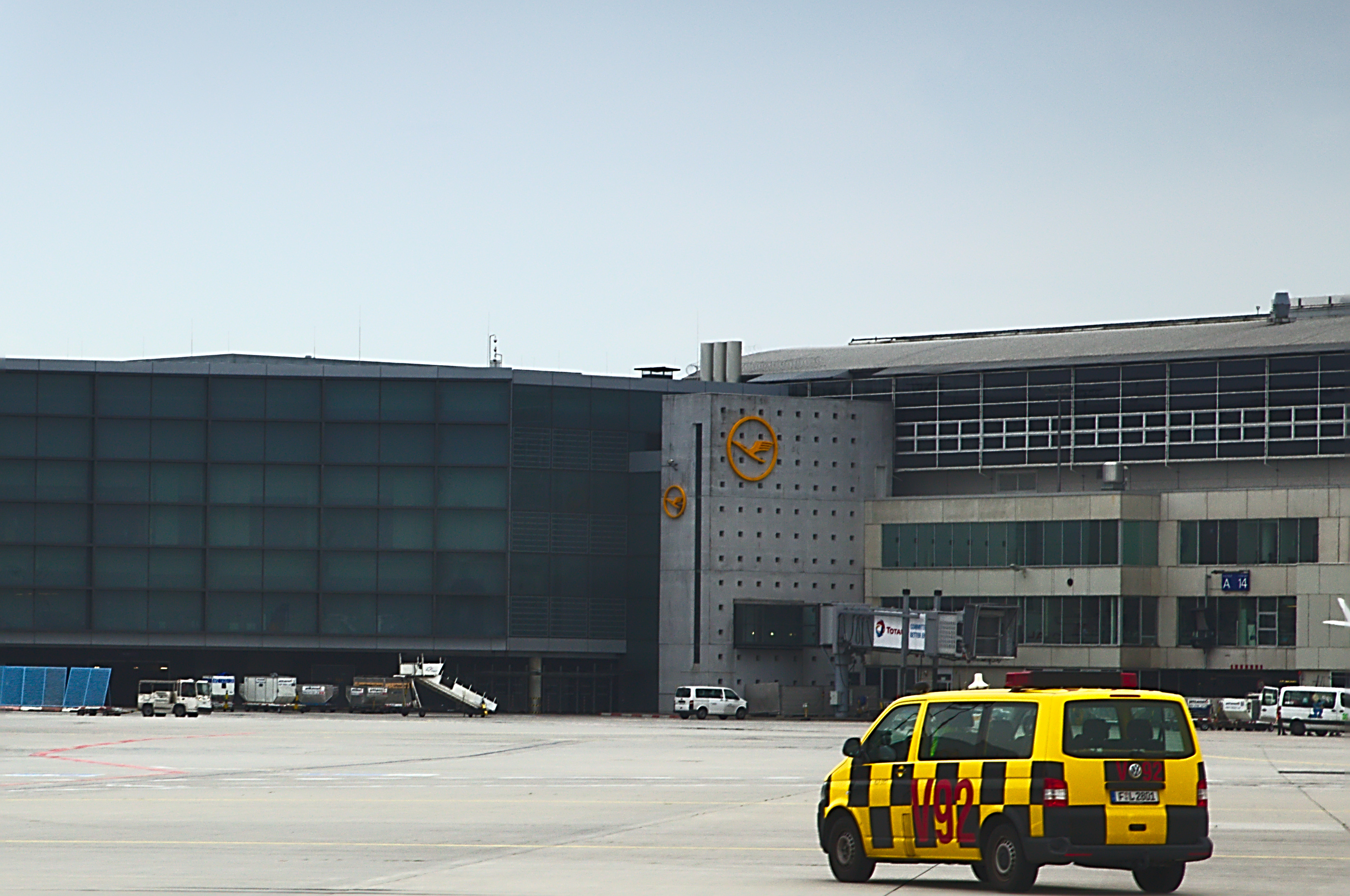
Vorfeld mit Follow-Me Fahrzeug auf dem Flughafen in Frankfurt

Für das Bewegen der Flugzeuge auf den Rollbahnen eines kontrollierten Flugplatzes brauchen Piloten eine Freigabe, die zuvor (z. B. bei der Rollkontrolle) angefordert werden muss. Diese Freigabe ist auch für jegliche andere Fahrzeuge (beispielsweise Räumfahrzeuge und Marshaller) notwendig.

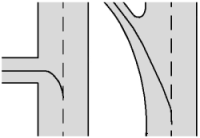
Runwayabgänge: Rechts ein Schnellabrollweg

Auf vielbeflogenen Flugplätzen erlauben rapid-exit taxiways bzw. high-speed turnoffs (deutsch: Schnellabrollwege), die Runway mit einer höheren Geschwindigkeit zu verlassen. Hierdurch ist die Start- und Landebahn schneller wieder frei, was eine höhere Staffelungsfrequenz erlaubt.
Zur Erhöhung der Sicherheit während des Rollens eines Flugzeuges verfügen manche Flughäfen (im Bereich der DFS – Stand 1999 – Hamburg, Hannover, Berlin (2020), Leipzig/Halle, Düsseldorf, Köln/Bonn, Frankfurt, Nürnberg, Stuttgart, München) über ein Bodenradar (SMR, Surface Movement Radar oder ASDE, Airport Surface Detection Equipment).
Auch für Rollwege als Bestandteil der Flugbetriebsflächen gilt, dass sie im Winter schnee- und durch Flächenenteisung auch eisfrei gehalten werden müssen.

## Enhanced Taxiway Centerline
An 70 großen US-Flugplätzen ist die (verbesserte) Enhanced Taxiway Centerline geplant. Dabei wird auf den letzten 150 Fuß (~46 m) vor einem Rollhalteort (Runway Holding Position) zusätzlich zur durchgezogenen normalen Taxiway Centerline jeweils eine gestrichelte Linie rechts und links daneben aufgezeichnet.